# グレーター・ブルー・マウンテンズ地域
グレーター・ブルー・マウンテンズ地域（グレーター・ブルー・マウンテンズちいき、英語: Greater Blue Mountains Area）はブルー・マウンテンズ国立公園とその周辺の公園の総称で2000年、ユネスコの世界遺産（自然遺産）に登録。

## 概要
総面積が103万ヘクタールのグレーター・ブルー・マウンテンズ地域は、壮大な砂岩の台地、断崖、そして91種ものユーカリが自生する原生の硬葉樹林がある貴重な地域で、オーストラリア大陸がゴンドワナ大陸から分離した後の地理的隔離によるユーカリの進化的適応と種の多様化の過程を示す重要な場所である。また、生きている化石のウォレミマツやPherosphaera fitzgeraldiiなどの希少種の樹種や150種のフトモモ科（ユーカリ属以外にアンゴフォラ属、コリンビア属）、149種のマメ科（主にアカシア属）、77種のヤマモガシ科（ロマティア属など）およびツツジ科ドラコフィラム属、クノニア科の1属1種のAcrophyllum australe、マキ科マキ属、オオバヤドリギ科の1属1種のAtkinsonia ligustrinaなどの植物が生えている。動物相も豊富で、52種の哺乳類、63種の爬虫類、30種以上のカエル、265種の鳥類、120種のチョウ、4,000種のガおよび豊富な洞窟性の無脊椎動物が生息しており、特徴的な種はカモノハシとハリモグラである。
「ブルー・マウンテンズ」という名前は気温が上昇するとユーカリに含まれる油が気化し空気中に広がり、景観から反射する光の青のスペクトラムを相対的に良く通し、青く見えることに由来する。

## 登録基準
この世界遺産は世界遺産登録基準のうち、以下の条件を満たし、登録された（以下の基準は世界遺産センター公表の登録基準からの翻訳、引用である）。
- (9) 陸上、淡水、沿岸および海洋生態系と動植物群集の進化と発達において進行しつつある重要な生態学的、生物学的プロセスを示す顕著な見本であるもの。
- (10) 生物多様性の本来的保全にとって、もっとも重要かつ意義深い自然生息地を含んでいるもの。これには科学上または保全上の観点から、すぐれて普遍的価値を持つ絶滅の恐れのある種の生息地などが含まれる。

## 登録された国立公園
- ブルー・マウンテンズ国立公園（Blue Mountains National Park）
- ウォレミー国立公園（Wollemi National Park）
- イェンゴ国立公園（Yengo National Park）
- ナッタイ国立公園（Nattai National Park）
- カナングラ＝ボーイド国立公園（Kanangra-Boyd National Park）
- ガーデンズ・オブ・ストーン国立公園（Gardens of Stone National Park）
- サールメア・レイクス国立公園（Thirlmere Lakes National Park）